# Martin Wolff (Bildhauer)

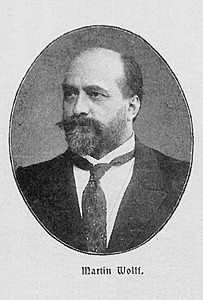
Martin Wolff

Johann August Philipp Martin Wolff (* 19. Mai 1852 in Berlin; † 6. Oktober 1919 in Charlottenburg) war ein deutscher Bildhauer.

## Leben
Martin Wolff war der einzige Sohn des Bildhauers Albert Wolff aus Mecklenburg-Strelitz. 1871–1875 studierte er in der Gipsklasse an der Berliner Kunstakademie bei Eduard Daege. Anschließende Studienreisen führten ihn nach Wien und Italien. Es folgte weitere Ausbildung im Atelier des Vaters. Die 1880 modellierte „Theseus“-Gruppe brachte ihm als Achtungserfolg ein Paris-Stipendium.
1882–1883 lebte und arbeitete Martin Wolff in Rom. Nach der Rückkehr begründete er in Berlin ein eigenes Atelier im Haus Von-der-Heydt-Straße 6. Fehlende Aufträge brachten ihn in den späten 1890er Jahren in wirtschaftliche Bedrängnis, die erst durch den Auftrag für die Gruppe 21 der Siegesallee überwunden wurde. Diese Arbeit brachte ihm auch die Auszeichnung mit dem preußischen Kronenorden IV. Klasse ein. 1898 erhielt er auf der Großen Berliner Kunstausstellung eine kleine Goldmedaille. Anlässlich der Enthüllung des Denkmals für Caspard de Coligny am 19. Oktober 1912 in Wilhelmshaven bekam Wolff als letzte große Auszeichnung durch Kaiser Wilhelm II. den preußischen Roten Adlerorden III. Klasse verliehen.
Im Jahr 1900 modellierte der Bildhauer Werner Begas eine Büste von Martin Wolff.

## Leistung
Bestimmend für das Werk von Martin Wolff war die künstlerische Autorität seines Vaters in der Tradition der an der Antike orientierten akademischen Richtung, von der er sich nie lösen konnte.

## Werke (chronologisch)
| Werk                                              | Art                      | Datierung Einweihung | Standort Verbleib                                              | Anmerkungen |
| ------------------------------------------------- | ------------------------ | -------------------- | -------------------------------------------------------------- | --- |
| Mignon                                            | Marmorfigur              | 1877                 | unbekannt                                                      | im Marmor 1897 verkauft |
| Louis Wandelt                                     | Grabmal mit Marmorrelief | 1878                 | Alter St.-Matthäus-Kirchhof Berlin erhalten (stark verwittert) | |
| „Theseus findet die Waffen seines Vaters“         | Marmorgruppe             | 1880                 | Nationalgalerie Berlin verschollen                             | Preis einer einjährigen Studienreise nach Paris; angekauft von der Nationalgalerie                                                                             |
| Brutus                                            | Sitzstatue (Gips)        | 1884                 |                                                                | „Ehrenvolle Erwähnung“ auf der Akademieausstellung Berlin 1884                                                                                                 |
| Karl Schroeder                                    | Marmorbüste              | 1888, 27.05.         | Berlin, Charité unbekannt                                      | in der „Ruhmeshalle“ der Berliner Universitäts-Frauenklinik |
| Entwurf St.-Bernward-Denkmal                      | Gipsentwurf              | 1889                 | für Hildesheim verschollen                                     | 3. Preis im Wettbewerb |
| Heinrich Adolf von Bardeleben                     | Büstendenkmal            | 1889, 15.10.         | Charité Berlin erhalten                                        | Guss Gladenbeck Berlin-Friedrichshagen |
| König Friedrich I.                                | Bronzestatue             | 1890                 | Berlin, Polizeipräsidium Alexanderstraße zerstört              | Guss Lauchhammer; eines von 4 Hohenzollern-Standbildern am Eckturm                                                                                             |
| Eduard Heinrich Henoch                            | Büstendenkmal (Bronze)   | 1890                 | Berlin, Charité 1940 abgebaut, 1942 eingeschmolzen             | (nach einer Zeitungsnotiz der Berliner Börsenzeitung vom 13. Juli 1890 hat Fritz Schaper die Büste modelliert) zerstört wegen der jüdischen Abstammung Henochs |
| „Trauernde“                                       | Bronzefigur              | nach 1891            | Berlin-Schöneberg, Alter Kirchhof erhalten                     | Grab Reinhold Kühn (1827–1891); aus Mitteln der Deutschen Klassenlotterie 1996/97 restauriert                                                                  |
| Fritz Reuter                                      | Denkmal (Bronze)         | 1893, 29.05.         | Neubrandenburg erhalten                                        | Guss Lauchhammer; entstanden unter Mitarbeit von Wilhelm Wandschneider                                                                                         |
| Fritz Reuter                                      | Marmorbüste              | um 1893              | Stavenhagen, Fritz-Reuter-Literaturmuseum erhalten             | |
| Gustav Mehlhausen                                 | Büstendenkmal (Bronze)   | 1893                 | Berlin, Charité verschollen                                    | Sockel im 2. WK stark beschädigt, die noch 1950 eingelagerte Büste ist seitdem verschollen                                                                     |
| Ludwig Traube                                     | Büstendenkmal (Bronze)   | 1895, 03.07.         | Berlin, Charité 1940 abgebaut, 1942 eingeschmolzen             | zerstört wegen der jüdischen Abstammung Traubes |
| Denkmal 1870/71 „Viktoria“                        | Bronzefigur              | 1895, 02.09.         | Neubrandenburg, Wallanlagen zerstört                           | Guss Lauchhammer; am Sockel Porträtrelief (Bronze) von Kaiser Wilhelm I.                                                                                       |
| Johann Heinrich Pestalozzi                        | Büste (Galvanobronze)    | um 1895/97           | Berlin                                                         | in der Fassade der Pestalozzi-Schule Berlin-Gesundbrunnen |
| Bernhard Spinola                                  | Büstendenkmal (Bronze)   | 1898                 | Berlin, Charité um 1950 verschwunden                           | |
| Friedrich III.                                    | Büstenherme (Galvano)    | 1898                 | Berlin, Landwehr-Offiziers-Casino verschollen                  | zusammen mit 5 weiteren Hermenbüsten bei der WMF Geislingen als Kupfergalvano hergestellt                                                                      |
| Denkmal 1870/71 „Viktoria mit sterbendem Krieger“ | Bronzefigurengruppe      | 1899, 15.10.         | Neustrelitz, Bahnhofsplatz zerstört                            | Guss Lauchhammer |
| Allegorie „Industrie“                             | Gipsstatue               | vor 1900             | Berlin, Nationalgalerie erhalten                               | wahrscheinlich Modell einer Bauplastik für ein unbekanntes Gebäude                                                                                             |
| allegorische Gruppe                               | Gips                     | 1900                 |                                                                | Modell im Auftrag des preuß. Kultusministeriums als Pendant zur Gruppe „Dionysos und Eros“ von Albert Wolff                                                    |
| Adolph Rudolphi                                   | Bronzemedaillon          | um 1900              | Neustrelitz, Carolinenstift erhalten                           | |
| Kurfürst Johann Georg                             | Marmorstandbild          | 1901, 18.12.         | Berlin, Siegesallee beschädigt erhalten Zitadelle Spandau      | als letzte der 32 Denkmalgruppen enthüllt; siehe Denkmalgruppe 21                                                                                              |
| Graf Rochus zu Lynar                              | Marmorbüste              | 1901, 18.12.         | Berlin, Siegesallee erhalten Zitadelle Spandau                 | gehört zur Gruppe des Kurfürsten Johann Georg aus der Siegesallee, Denkmalgruppe 21; Bronzeguss im Eingangsbereich der Zitadelle                               |
| Lampert Distelmeyer                               | Marmorbüste              | 1901, 18.12.         | Berlin, Siegesallee erhalten Zitadelle Spandau                 | gehört zur Gruppe des Kurfürsten Johann Georg aus der Siegesallee, Denkmalgruppe 21                                                                            |
| Carl Westphal                                     | Büstendenkmal (Bronze)   | 1902                 | Berlin, Charité teilzerstört                                   | Guss Lauchhammer; die Büste wurde 1942 eingeschmolzen, der vergrabene Sockel in jüngster Zeit wiedergefunden und restauriert                                   |
| Friedrich Ludwig Jahn                             | Büstendenkmal (Bronze)   | 1904, 11.09.         | Neubrandenburg, Jahnstr. erhalten                              | Guss Lauchhammer; gleiche Büste als Denkmal in Weißwasser (1907)                                                                                               |
| Friedrich Ludwig Jahn                             | Büstendenkmal (Bronze)   | 1906, 11.08.         | Weißwasser, Jahn-Park erhalten                                 | Guss Lauchhammer |
| „Trauer“                                          | Grabfigur                | 1906                 | Zittau unbekannt                                               | Guss Lauchhammer |
| Moritz von Oranien                                | Bronzestatuette          | 1906                 | unbekannt                                                      | Guss Lauchhammer |
| Moritz von Oranien                                | Bronzestandbild          | 1907                 | Berlin, Schlossterrasse erhalten                               | Guss Lauchhammer; z. Zt. restauriert an der Baustelle des Humboldt-Forums                                                                                      |
| Friedrich II.                                     | Bronzerelief             | 1907                 | für Leuthen/Schlesien unbekannt                                | Guss Lauchhammer |
| Ritter                                            | Bronzebüste              | 1908                 | für Waldenburg/Schlesien unbekannt                             | Guss Lauchhammer |
| Friedrich Wilhelm                                 | Bronzestandbild          | 1909                 | Neustrelitz, Paradeplatz 1944 zerstört                         | Guss Lauchhammer |
| Joachim II.                                       | Bronzestandbild          | 1911                 | Berlin, Stadtschloss verschollen                               | Guss Lauchhammer |
| Herzog Carl Borwin von Mecklenburg-Strelitz       | Relief                   | 1911                 | ?                                                              | |
| Gaspard de Coligny                                | Bronzestandbild          | 1912                 | Wilhelmshaven, Marinestation der Nordsee eingeschmolzen        | Guss Lauchhammer |
| Hülsen-Haeseler                                   | Bronzebüste              | 1914                 | Berlin, Stadtschloss unbekannt                                 | Guss Lauchhammer |
| Grabfigur                                         | Bronzefigur              | 1919                 | Senftenberg unbekannt                                          | Guss Lauchhammer |

## Galerie

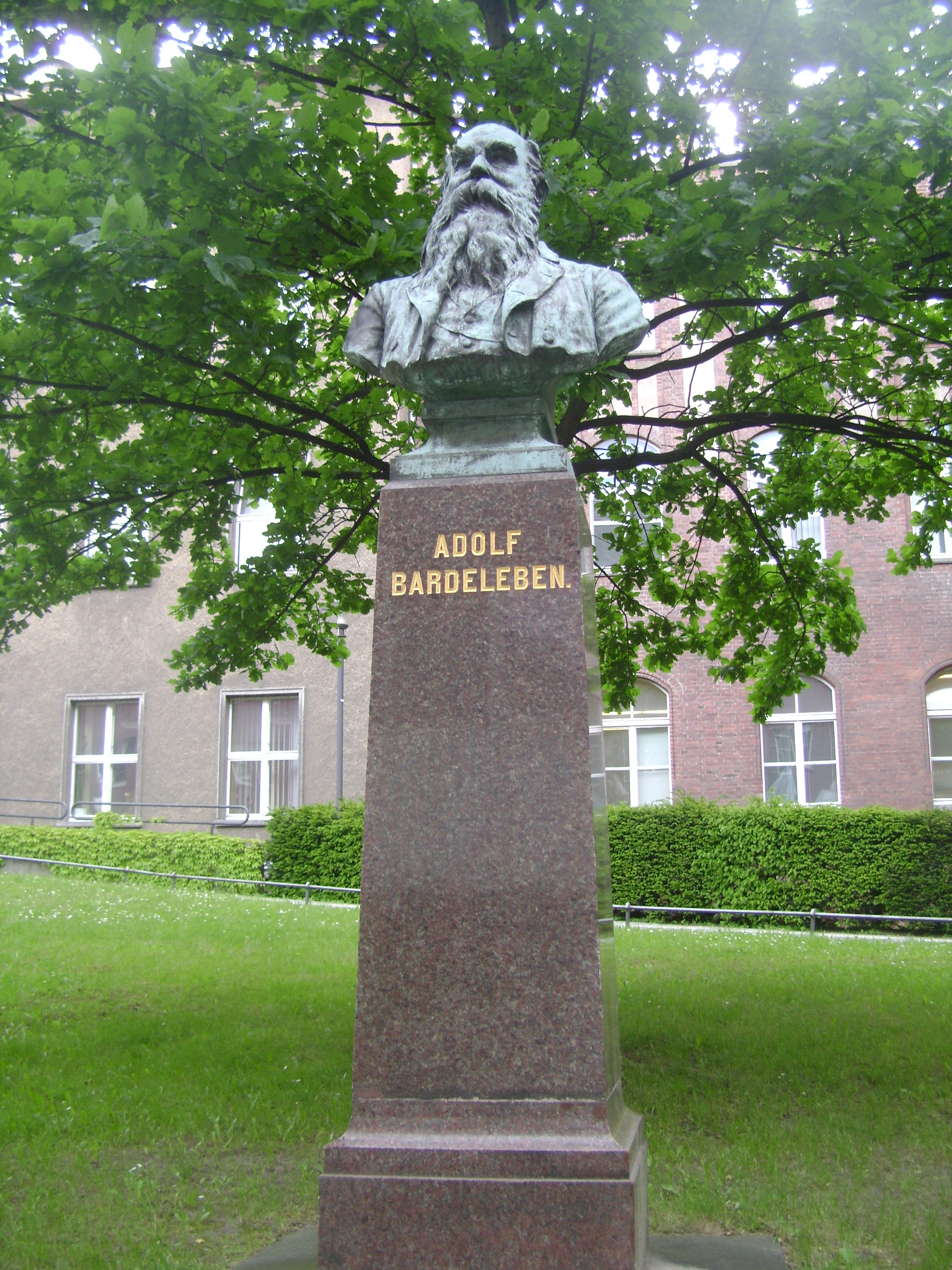
Berlin, Büste von Adolf Bardeleben im Campus Mitte der Charité
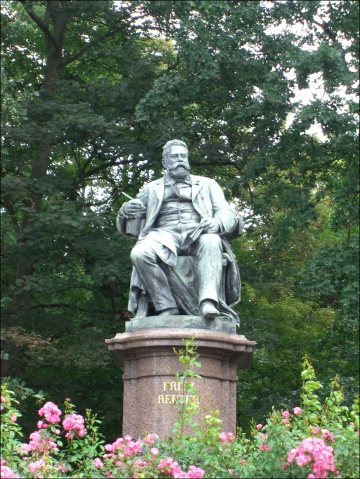
Neubrandenburg, Reuter-Denkmal
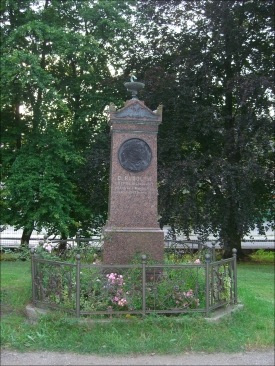
Neustrelitz, Rudolphi-Denkmal
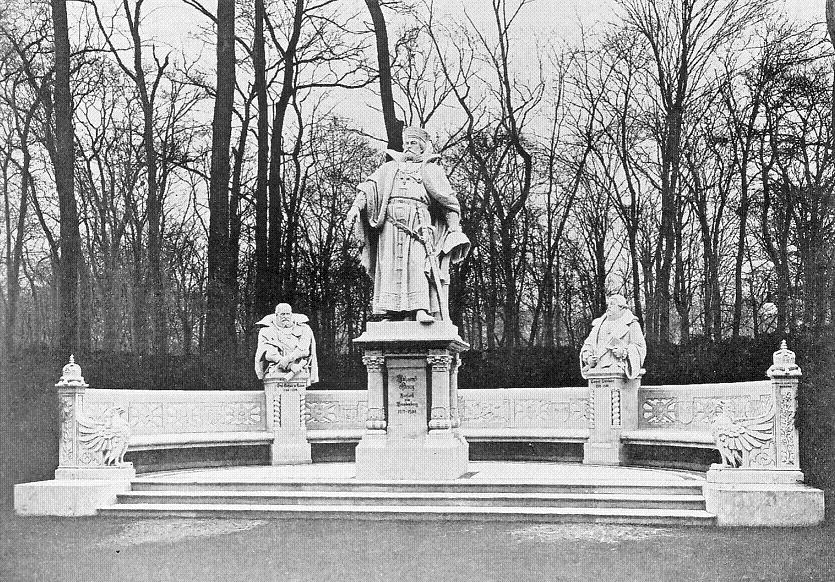
Berlin, Denkmalgruppe der Siegesallee
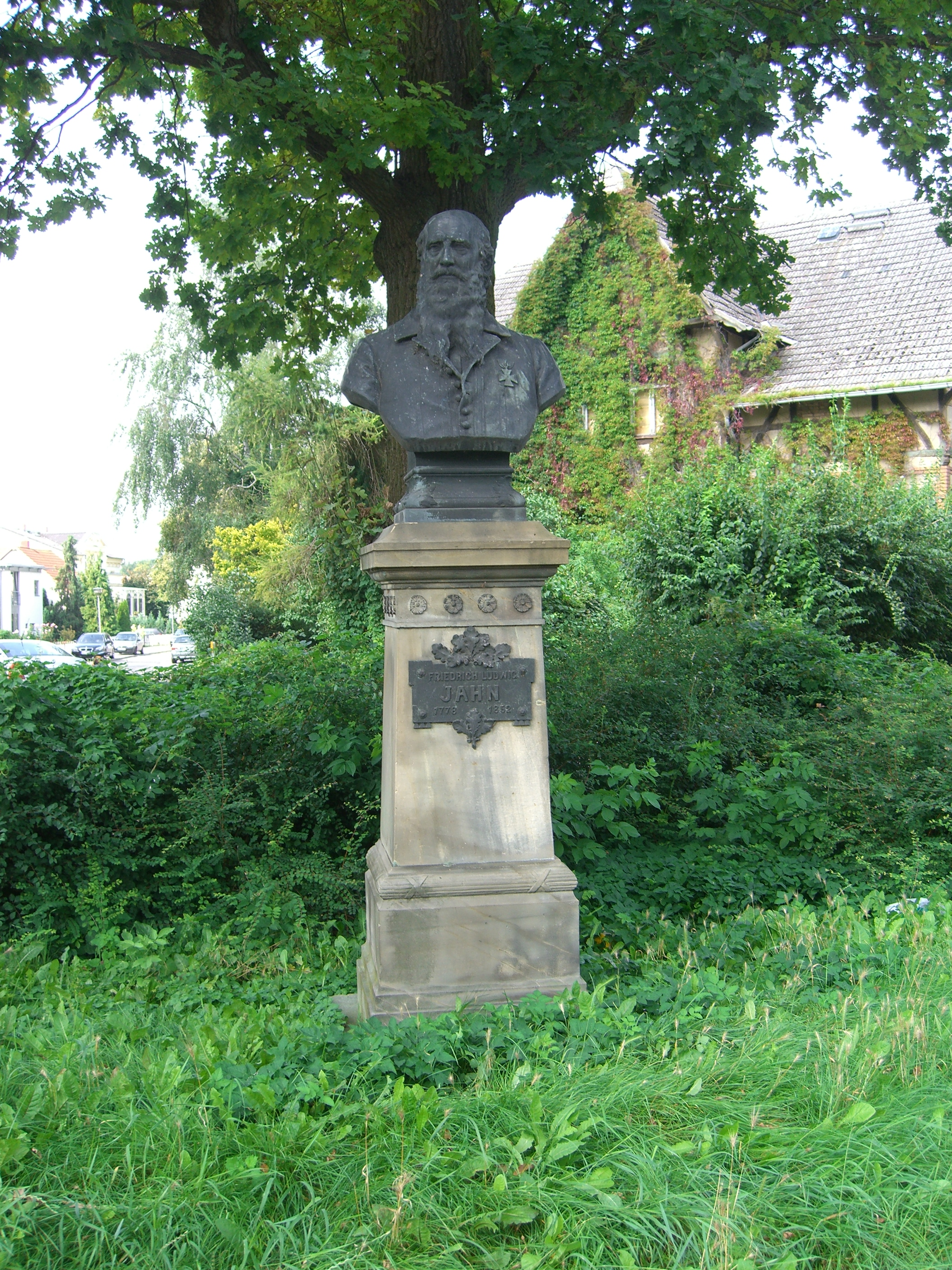
Neubrandenburg, Jahn-Denkmal
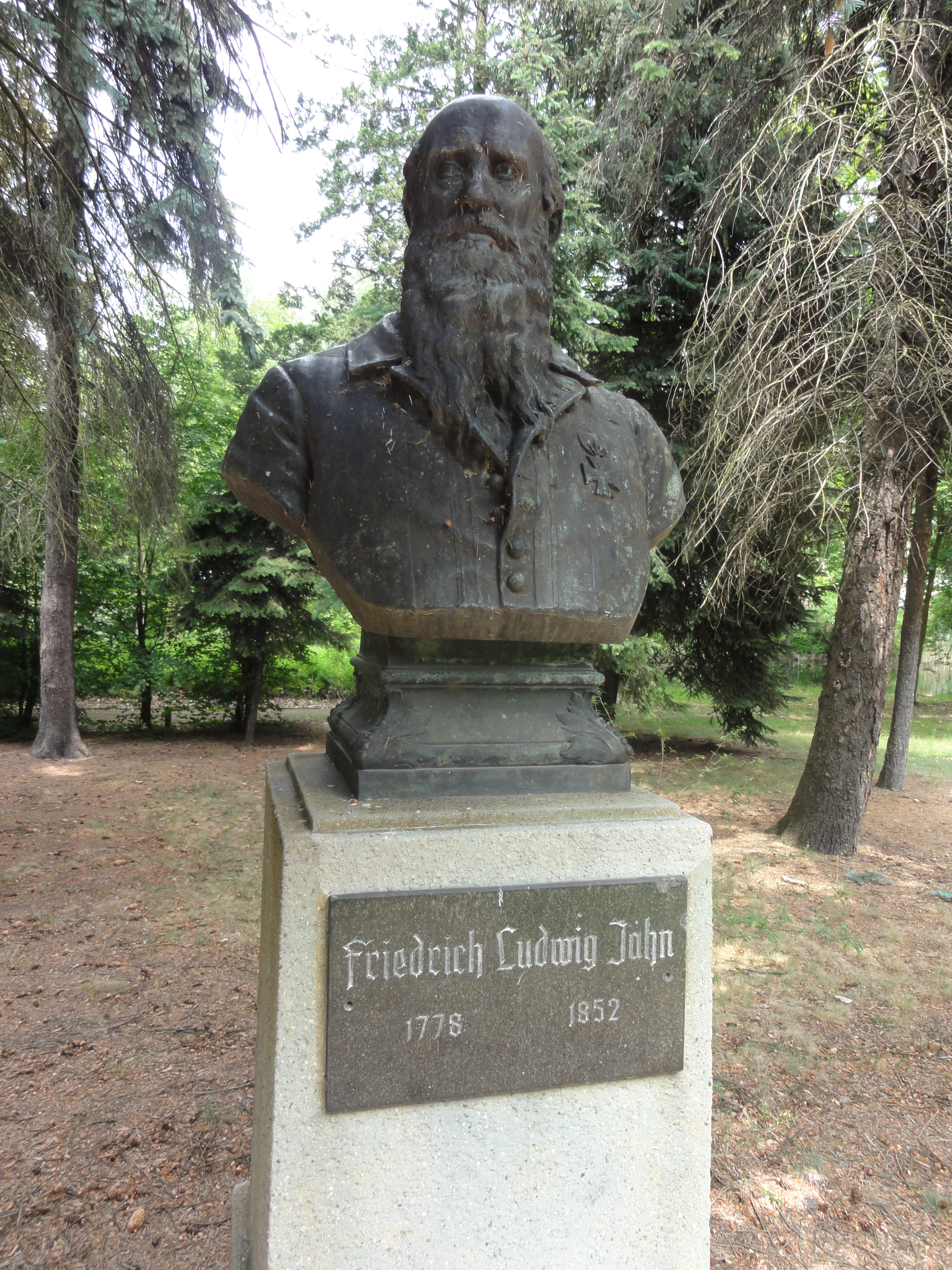
Weißwasser, Jahn-Denkmal
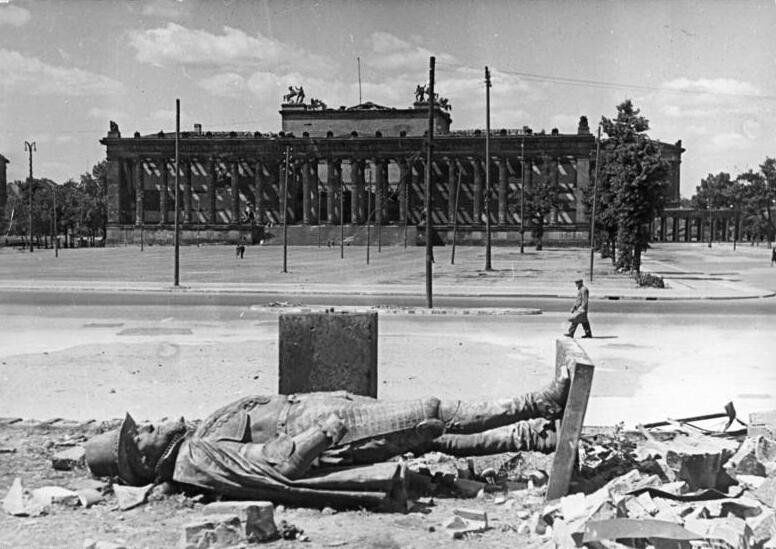
Berlin, Moritz von Oranien
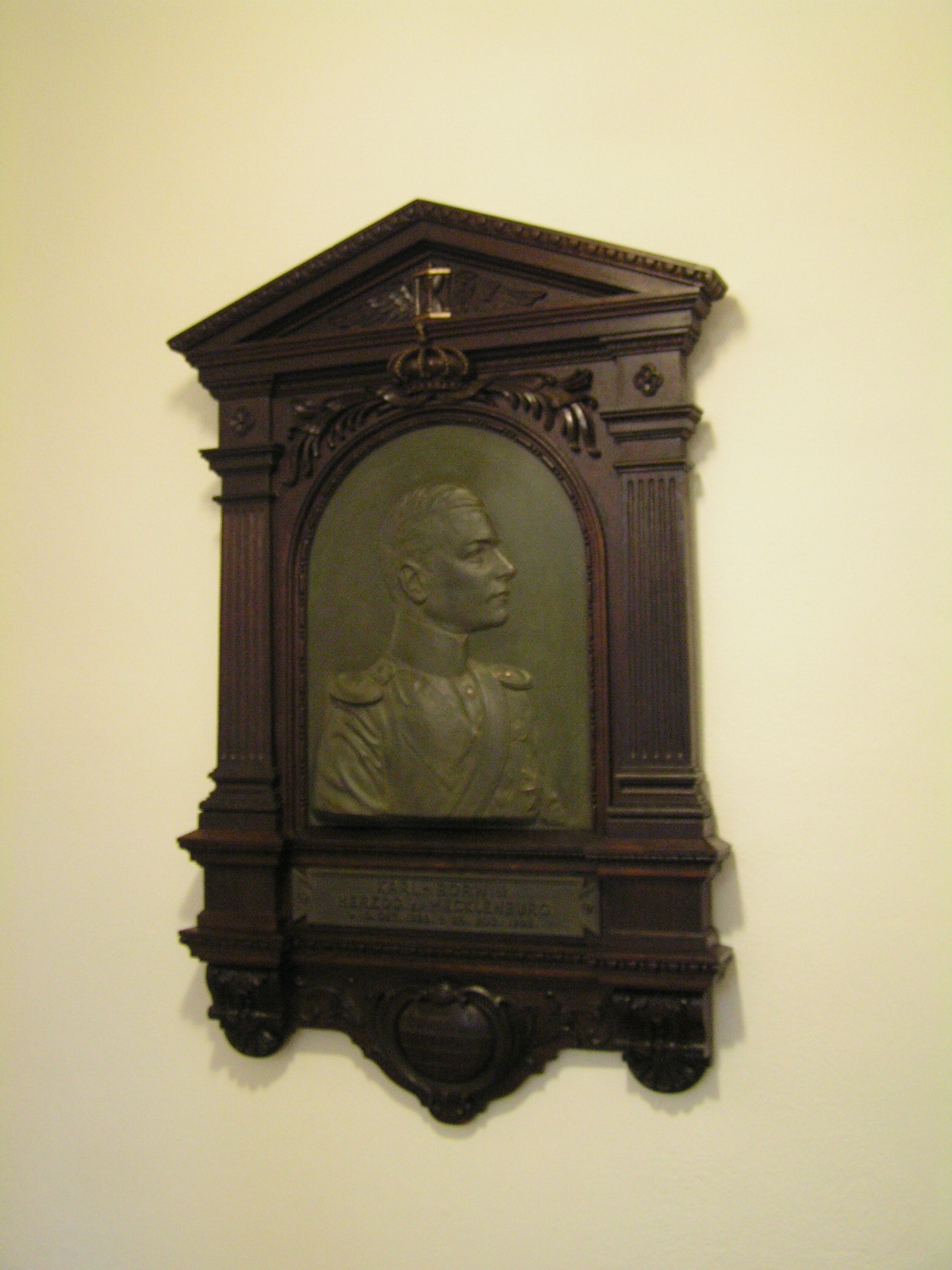
Herzog Carl Borwin